# Marcador tumoral
Marcador tumoral é uma substância encontrada no sangue, urina ou tecidos biológicos que numa concentração superior a um determinado nível pode indicar a existência de um câncer. .  
Embora um nível anormal de um marcador de tumor pode sugerir a presença de câncer, isto, por si só, não é suficiente para diagnosticar. Geralmente útil é reduzido suspeita de diagnóstico ou avaliar a evolução de um tumor detectado por outros métodos. A maior parte dos marcadores tumorais também pode ser produzida por células normais, por isso não são falsos positivos. Além disso, algumas doenças não cancerígenas causar aumento dos níveis de determinados marcadores tumorais. Em outras ocasiões, o resultado do teste é negativo e ainda, há um maligno (falso negativo). A interpretação dos resultados, tanto positivos como negativos para um marcador tumoral particular pode chegar a ser de grande complexidade, o que é essencial para o conselho médico. 
Existem muitos marcadores tumorais diferentes, cada um indicativo de um processo patológico diferente, e eles são usados na oncologia.  
Exemplos de marcadores tumorais incluem o antígeno prostático específico (PSA), a alfa feto proteína e a gonadotrofina coriônica humana (hCG).